# Ecklesiastikdepartementet
Ecklesiastikdepartementet (av latinets samt grekiskans ecclesia, "kyrka") var från departementalreformen 1840 till 31 december 1967 namnet på det svenska utbildningsdepartementet.  Ecklesiastikdepartementet behandlade kyrkliga och prästerliga frågor, kultur, allmän uppfostran, arkiv, bibliotek, akademier, museer, utbildning och forskning. Departementet leddes av en ecklesiastikminister som närmast motsvaras av dagens utbildningsminister, men kunde ha funktion som kyrko- eller samfundsminister. Olof Palme var den sista som innehade titeln och blev först med titeln utbildningsminister efter reformen.

## Ecklesiastikministrar
Se Lista över Sveriges utbildningsministrar.

## Expeditionschefer i Ecklesiastikdepartementet
- Thure Fredrik von Baumgarten (1791–1844), 1840–1841
- Gustaf Adolf Brandel  1841–1843
- Thure von Baumgarten  1843–1844
- Nils Wilhelm af Zellén  1844–1850
- Thomas Munck af Rosenschöld  1850–1856
- Gustaf Adolf Brandel  1856–1859
- Lars Fredrik Holmquist  1859–1865
- Gustaf Jakob Edelstam  1865–1873
- Nils Vult von Steyern d.ä 1873–1878
- Alfred Norberg  1878–1884
- Nils Claëson  1884–1889
- Karl Husberg  1889-1893
- Fredrik Holmquist  1893–1899
- Gustaf Emil Sundberg  1899–1904 (till 1901 tillförordnad)
- Bror Otto Bergman  1904–1908
- Walter Murray  1908–1916
- Emil Mårten Ericsson  1914–1917 (tillförordnad till 1916)
- Mortimer Munck af Rosenschöld  1917 (tillförordnad)[1]
- Gustaf Tottie  1918–1933[1]
- Nils Löwbeer  1933–1938[1]
- Carl Axel Löwenhielm  1935-tidigast 1944 (tillförordnad 1935–1938)[1]

## Statssekreterare
- Mortimer Munck af Rosenschöld  1918-1931[1]
- Börje Knös  1929 (tillförordnad); 1931-tidigast 1944[1]
- Nils Löwbeer  1935-1938 (tillförordnad)[1]
- Nils Gustav Rosén  1939-1941 (tillförordnad)[1]
- Ragnar Sundén  1941-tidigast 1944 (tillförordnad)[1]